# Clasificación para la Copa Asiática 1972
La Clasificación para la Copa Asiática 1972 fue la fase previa que se jugó para definir a los participantes del torneo a celebrarse en Tailandia luego de que Israel desistiera de organizarlo.

## Zonas
| Zona Central                                                                                            | Zona Este                                      | Zona Oeste 1                        | Zona Oeste 2                                                |
| --- | ---------------------------------------------- | ----------------------------------- | ----------------------------------------------------------- |
| Brunéi Birmania* Hong Kong Indonesia República Jemer Laos* Malasia Singapur* Tailandia Vietnam del Sur* | Japón* Filipinas* China Taipéi * Corea del Sur | Afganistán* Irán** Israel*** Nepal* | Baréin Ceilán India* Jordania Kuwait Pakistán* Líbano Siria |

- * Abandonó.
- ** Clasificado como campeón defensor.
- *** Clasificado como organizador del torneo, pero más tarde se retiró.[1]
- Irak más tarde fue ubicado en la zona oeste.

## Zona Central
Los partidos se jugaron en Tailandia.

### Grupo A
| País      | Pts | J | G | E | P | GF | GC | GD  |
| --------- | --- | - | - | - | - | -- | -- | --- |
| Indonesia | 4   | 2 | 2 | 0 | 0 | 10 | 0  | +10 |
| Tailandia | 2   | 2 | 1 | 0 | 1 | 10 | 1  | +9  |
| Brunéi    | 0   | 2 | 0 | 0 | 2 | 0  | 19 | –19 |

| Equipo 1  | Resultado | Equipo 2  |
| --------- | --------- | --------- |
| Tailandia | 10-0      | Brunéi    |
| Indonesia | 1-0       | Tailandia |
| Brunéi    | 0-9       | Indonesia |

### Grupo B
| País            | Pts | J | G | E | P | GF | GC | GD |
| --------------- | --- | - | - | - | - | -- | -- | -- |
| Malasia         | 4   | 2 | 2 | 0 | 0 | 4  | 2  | +2 |
| República Jemer | 2   | 2 | 1 | 0 | 1 | 3  | 3  | 0  |
| Hong Kong       | 0   | 2 | 0 | 0 | 2 | 2  | 4  | –2 |

| Equipo 1        | Resultado | Equipo 2        |
| --------------- | --------- | --------------- |
| República Jemer | 2-1       | Hong Kong       |
| Malasia         | 2-1       | República Jemer |
| Hong Kong       | 1-2       | Malasia         |

### Fase Final
|  | Semifinales                 | Semifinales                 |   |                             | Final                       | Final |  |
|  |                             |                             |   |                             |                             |       |  |
|  |                             |                             |   |                             |                             |       |  |
|  | Bangkok, 30 de mayo de 1971 |                             |   |                             |                             |       |  |
|  | Indonesia                   | 0                           |   |                             |                             |       |  |
|  | República Jemer             | 2                           |   |                             |                             |       |  |
|  |                             |                             |   |                             |                             |       |  |
|  |                             |                             |   |                             | Bangkok, 1 de junio de 1971 |       |  |
|  |                             |                             |   |                             | Malasia                     | 3     |  |
|  |                             | Indonesia                   | 0 |                             |                             |       |  |
|  |                             |                             |   |                             |                             |       |  |
|  |                             |                             |   |                             |                             |       |  |
|  |                             |                             |   |                             | Tercer lugar                |       |  |
|  | Bangkok, 30 de mayo de 1971 | Bangkok, 30 de mayo de 1971 |   | Bangkok, 1 de junio de 1971 | Bangkok, 1 de junio de 1971 |       |  |
|  | Tailandia                   | 1                           |   | República Jemer             | 2                           |       |  |
|  | Malasia                     | 0                           |   |                             | Tailandia                   | 4     |  |

- Tailandia y República Jemer avanzan al torneo final.

## Zona Este
Corea del Sur clasificó automáticamente luego de que sus rivales abandonaran en torneo.

## Zona Oeste
Los partidos se jugaron en Kuwait.

### Grupo A
| País     | Pts | J | G | E | P | GF | GC | GD |
| -------- | --- | - | - | - | - | -- | -- | -- |
| Irak     | 6   | 3 | 3 | 0 | 0 | 8  | 0  | +8 |
| Jordania | 4   | 3 | 2 | 0 | 1 | 5  | 5  | 0  |
| Baréin   | 2   | 3 | 1 | 0 | 2 | 5  | 4  | +1 |
| Ceilán   | 0   | 3 | 0 | 0 | 3 | 1  | 10 | -9 |

| Equipo 1 | Resultado | Equipo 2 |
| -------- | --------- | -------- |
| Ceilán   | 0-5       | Irak     |
| Jordania | 3-2       | Baréin   |
| Ceilán   | 1-2       | Jordania |
| Baréin   | 0-1       | Irak     |
| Irak     | 2-0       | Jordania |
| Baréin   | 3-0       | Ceilán   |

### Grupo B
| País   | Pts | J | G | E | P | GF | GC | GD |
| ------ | --- | - | - | - | - | -- | -- | -- |
| Kuwait | 3   | 2 | 1 | 1 | 0 | 3  | 2  | +1 |
| Líbano | 2   | 2 | 1 | 0 | 1 | 3  | 3  | 0  |
| Siria  | 1   | 2 | 0 | 1 | 1 | 4  | 5  | –1 |

| Equipo 1 | Resultado | Equipo 2 |
| -------- | --------- | -------- |
| Kuwait   | 1-0       | Líbano   |
| Siria    | 2-2       | Kuwait   |
| Líbano   | 3-2       | Siria    |

### Fase Final
|  | Semifinales                     | Semifinales                     |   |                                 | Final                           | Final |  |
|  |                                 |                                 |   |                                 |                                 |       |  |
|  |                                 |                                 |   |                                 |                                 |       |  |
|  | Kuwait, 21 de diciembre de 1971 |                                 |   |                                 |                                 |       |  |
|  | Jordania                        | 0                               |   |                                 |                                 |       |  |
|  | Kuwait                          | 2                               |   |                                 |                                 |       |  |
|  |                                 |                                 |   |                                 |                                 |       |  |
|  |                                 |                                 |   |                                 | Kuwait, 24 de diciembre de 1971 |       |  |
|  |                                 |                                 |   |                                 | Kuwait                          | 0     |  |
|  |                                 | Irak                            | 1 |                                 |                                 |       |  |
|  |                                 |                                 |   |                                 |                                 |       |  |
|  |                                 |                                 |   |                                 |                                 |       |  |
|  |                                 |                                 |   |                                 | Tercer lugar                    |       |  |
|  | Kuwait, 22 de diciembre de 1971 | Kuwait, 22 de diciembre de 1971 |   | Kuwait, 24 de diciembre de 1971 | Kuwait, 24 de diciembre de 1971 |       |  |
|  | Irak                            | 4                               |   | Jordania                        | 0                               |       |  |
|  | Líbano                          | 1                               |   |                                 | Líbano                          | 2     |  |

- Irak y Kuwait avanzan al torneo final.